# Pardosa buchari
Pardosa buchari là một loài nhện trong họ Lycosidae.
Loài này thuộc chi Pardosa. Pardosa buchari được Vladimir I. Ovtsharenko miêu tả năm 1979.